# Krägga
Krägga est une localité de Suède dans la commune de Håbo située dans le comté d'Uppsala.
Sa population était de 622 habitants en 2019.